# Gravia
Gravia  este un oraș în Grecia în prefectura Focida.